# 엷은황갈색안테키누스
엷은황갈색안테키누스(Antechinus bellus)는 오스트레일리아 북부 지역에서 발견되는 작은 육식성 유대류의 일종이다. 노던 준주에서 발견되는 유일한 안테키누스속 종으로 군데군데 제한된 지역에서 서식한다.

## 분류
존 터니(John T. Tunney)가 엷은황갈색안테키누스의 표본을 가장 먼저 수집했으며, 1904년 저명한 생물학자 토마스(Oldfield Thomas)가 "아름답다(beautiful)"라는 의미의 "벨루스"(bellus)를 학명으로 처음 기술했다. 다른 종들과는 혼동을 일으키지 않는다. 9종의 다른 종들과 함께 주머니고양이과의 안테키누스속에 속한다.

## 특징
엷은황갈색안테키누스는 안테키누스 중에서 독특한 종으로 다수의 근연종들보다 상당히 희미한 색을 띤다. 연한 회색을 띠며, 같은 지역에 서식하는 다른 유사한 종들(사암디블러와 붉은뺨두나트)과 구별되며 크기가 더 크고 더 연한 색을 띤다. 식충성 동물이며, 다른 근연종들처럼 수컷들은 번식철이 지난 후에 죽는다.
번식은 8월에 이루어진다. 9~10월에 최대 10마리까지 새끼를 낳고, 1월에 젖을 뗀다.

## 분포 및 서식지
노던 준주의 톱랜드에서 발견되며, 상당히 흔한 종이다. 열대 기후 지역의 키가 크고, 앞이 트인 개활지 숲에서 서식한다.